# Повстання Степана Разіна
Козацька війна під проводом Степана Разіна 1670—1671 років — значна частина Громадянської війни 1676—1682 рр. Збройний спротив московським урядовим військам, який протягом декількох років чинили донські, астраханські та яїцькі козацькі загони на території Московського царства. Продовженням війни став Стрілецький бунт 1682 року. Увійшла в радянську історіографію як Селянська війна 1670—1671 рр. під проводом Степана Разіна. Закінчилася полоном та стратою керівника козацько-ординського війська Степана Разіна та тимчасовою перемогою урядових військ над козаками.